# Hordjedef
Hordjedef (oder auch Djedefhor) ist der Name eines altägyptischen Prinzen der 4. Dynastie während des Alten Reiches. Er war ein Sohn von König (Pharao) Cheops. Seine Mutter war vermutlich Königin Meritites I. Hordjedef genoss bereits seit dem Ende des Alten Reiches eine hohe Verehrung und findet seit dem Mittleren Reich mehrfach Erwähnung in verschiedenen literarischen Werken. So wird er als Autor einer Weisheitslehre angesehen, die mit großer Sicherheit aber erst im Mittleren Reich entstanden ist. Er ist außerdem eine der Hauptpersonen in den Erzählungen des Papyrus Westcar.

## Die Felsinschrift im Wadi Hammamat
Im Wadi Hammamat findet sich Hordjedefs Name in einer Königskartusche zusammen mit den Kartuschennamen Chufu, Radjedef, Chafre und Bauefre. Es ist unbekannt, warum Hordjedefs Name in einer Kartusche erscheint, möglicherweise wurde er im Wadi Hammamat als ein Schutzheiliger verehrt. Dieser Umstand führte in der ägyptologischen Forschungsgeschichte gehäuft zu Wirren, da auch der Name „Bauefre“ in einer Kartusche erscheint, obwohl von dieser Person bekannt ist, dass er zu Lebzeiten wohl nie den Titel eines „Königs von Ober- und Unterägypten“ trug, sondern nur „Sohn des Königs“, also ein Prinz, war. Donald B. Redford vermutet, dass der Name und die Glorifizierung von Bauefre und Hordjedef auf einem Missverständnis seitens der Ägypter beruht, das bereits gegen Anfang des Neuen Reiches aufgekommen sein könnte, als literarische Meisterwerke wie „Cheops und die Zauberer“ und „Die Prophezeiung des Neferti“ entstanden und den Ahnenkönigen vermeintliche historische Rollen angedichtet wurden: da in der Tat auffallend viele Söhne und Enkel von Cheops auf den Thron kamen, müssen die Ägypter geglaubt haben, dass tatsächlich und ausnahmslos alle Erben regiert hätten. So auch die Prinzen Hordjedef und Bauefre.

## Literarische Zeugnisse

### Die Lehre des Hordjedef
Die Lehre des Hordjedef ist nur noch in einigen Fragmenten erhalten. Aufgrund ihrer Sprache ist als Entstehungszeit des Werkes eindeutig das Mittlere Reich anzunehmen. Überliefert ist sie allerdings nur auf einigen Ostraka aus dem Neuen Reich sowie einer Holztafel aus der Spätzeit. Inhalt der Lehre ist die Sorge um das Grab und den Totendienst.

### Die Erzählungen des Papyrus Westcar
Die Erzählungen des Papyrus Westcar spielen am Hof des Königs Cheops. Dieser lässt sich von seinen Söhnen Wundergeschichten erzählen. Nachdem bereits drei Geschichten aus vergangener Zeit erzählt worden sind, erzählt Hordjedef von einem noch lebenden Zauberer namens Dedi. Dieser wird an den Königshof geholt und vollbringt dort ein Kunststück, in dem er Tieren den Kopf abtrennt und anschließend wieder aufsetzt, ohne dass sie dabei sterben.

### Totenbuchsprüche
Die Sprüche 30 B, 64 und 148 des Ägyptischen Totenbuches enthalten in mehreren Handschriften eine Nachschrift, in der auf die angebliche Geschichte dieser Sprüche eingegangen wird. Sie werden als ein Werk des Gottes Thot angesehen und sollen unter der Herrschaft von Pharao Mykerinos durch Hordjedef gefunden worden sein.

### Das Harfnerlied des Antef
Das Harfnerlied des Antef stammt aus der 18. Dynastie und setzt sich mit dem Diesseits und dem Jenseits auseinander. Die diesseitigen Freuden des Lebens werden in dem Lied als positiv und erstrebenswert dargestellt. Das Los der Toten wird hingegen als trostlos beschrieben, da ihnen niemand mehr opfere und ihre Gräber verfallen. Ausdrücklich werden hier die verfallenen Gräber von Imhotep und Hordjedef genannt.

### Das Buch vom Niedermetzeln des Rebellen
Beim „Buch vom Niedermetzeln des Rebellen“ handelt es sich um ein magisches Traktat zur Abwehr von Totengeistern. Es ist auf dem Papyrus Athen Nationalbibliothek 1826 überliefert, welcher aus der Ramessidenzeit (19./20. Dynastie) stammt und nennt an einer Stelle die Namen von 22 Personen, welche wohl in Form eines Papyrus-Amuletts für magischen Schutz sorgen sollten. Unter diesen Personen befinden sich berühmte Beamte wie Hordjedef oder Imhotep, aber auch fiktive Gestalten, wie zum Beispiel Djadjaemanch, ein Zauberer aus den Erzählungen des Papyrus Westcar.

### Das Buch vom Tempel
Das Buch vom Tempel ist von demotischen Papyri aus römischer Zeit bekannt und regelt den Alltag im Tempel. Der Text soll nach einer Fundnotiz, am Beginn des Buches, unter Neferkasokar in der 2. Dynastie verfasst worden sein. Nach dieser Fundnotiz wurde der Text später wiederum von Hordjedef gefunden und abgeschrieben. Obwohl diese Geschichte sicherlich frei erfunden ist, bezeugt sie noch für die römische Zeit eine gewisse Bekanntheit des Prinzen.

## Sein Grab
Hordjedef gehört die Doppelmastaba G 7210-7220 auf dem Ostfriedhof der Cheopspyramide. Die Dekorierung des Grabes blieb unvollendet und wurde zu einem nicht näher bekannten Zeitpunkt teilweise zerstört. George Andrew Reisner sah darin ein Indiz, dass nach dem Tod des Cheops eine Fehde zwischen seinen Nachkommen ausbrach. Die sehr sorgfältige Ausmeißelung der Reliefs deutet allerdings eher darauf hin, dass das Grab für eine andere Bestattung umgestaltet werden sollte.
Im Grab wurde außerdem ein Sarkophag aus Rosengranit gefunden, der sich heute im Ägyptischen Museum in Kairo befindet.